# Nightshift (singolo)
Nightshift è un singolo del gruppo musicale statunitense dei Commodores, pubblicato tra il 1984 e il 1985 come primo estratto dall'undicesimo album dal titolo omonimo. Autori del brano Nightshift sono Frannie Golde, Dennis Lambert e Walter Orange.
Il singolo, prodotto da Dennis Lambert e pubblicato su etichetta Motown Records, raggiunse le prime posizioni delle classifiche in vari Paesi , divenendo l'unica hit dei Commodores dopo l'uscita di Lionel Richie. Vari artisti hanno inciso una cover del brano Nightshift.

## Descrizione
Il brano Nightshift venne concepito come una versione soul di Rock and Roll Heaven, canzone dei The Righteous Brothers del 1974 e fu dedicato a Marvin Gaye e Jackie Wilson, entrambi scomparsi nel 1984.
Toccò a J.D. Nicholas, ex-corista di Diana Ross, sostituire Lionel Richie come voce del gruppo nell'esecuzione del brano.
Il singolo raggiunse il primo posto della classifica nei Paesi Bassi, il secondo posto della classifica in Belgio e in Nuova Zelanda, il terzo nel Regno Unito  e negli Stati Uniti d'America  e il quarto in Austria e Germania.

## Tracce
7"
1. Nightshift – 4:18
2. I Keep Running – 3:32

Durata totale: 7:50
12"
1. Nightshift (Club Mix) – 5:03
2. I Keep Running – 4:11

Durata totale: 9:14
12"
1. Nightshift (Club Mix) – 4:48
2. Nightshift (Club Mix) – 7:02
3. Nightshift (Instrumental) – 7:02

Durata totale: 18:52

### Classifiche
| Classifica    | Posizione massima | Nr. di settimane |
| ------------- | ----------------- | ---------------- |
| Austria       | 4                 | 14               |
| Belgio        | 2                 | 14               |
| Francia       | 34                | 16               |
| Germania      | 4                 | 19               |
| Nuova Zelanda | 2                 | 14               |
| Paesi Bassi   | 1                 | 16               |
| Regno Unito   | 3                 |                  |
| Stati Uniti   | 3                 |                  |
| Svezia        | 13                | 5                |
| Svizzera      | 5                 | 11               |

## Cover
Del brano Nightshift sono state incise o eseguite pubblicamente delle cover dai seguenti artisti  (in ordine alfabetico):
- Mario Biondi (2015)
- George Bishop (1992)
- Dartmouth Cords (1999)
- Frannie Golde & Dennis Lambert (1988)
- Winston Groovy (1985)
- Peter Hofman
- Jim Horn (versione strumentale; 1990)
- Montezuma's Revenge (1998)
- Bruce Springsteen (2022)
- Lee Towers (2000)

### Adattamenti in altre lingue
- Del brano Nightshift è stata scritta una versione in finlandese da Hector con il titolo Öisin, brano eseguito nel 1985 da Kirka[4]
- Del brano Nightshift è stata scritta una versione in tedesco da Hannes Holzmann e Veit Kutzer con il titolo Rache!, brano eseguito nel 1995 da J.B.O.[4]